# LUX 026
LUX 026 fue un evento de artes marciales mixtas producido por LUX Fight League, que se llevó a cabo el 2 de septiembre de 2022 en el Frontón México de Ciudad de México, México.

## Antecedentes
El evento estelar contó con una pelea de peso gallo entre Rodolfo Rubio y David Mendoza.
La pelea coestelar contó con un combate de peso gallo entre Luis «Pantera» Guerrero y Fredy «Sasquatch» Villegas.